# Malthaca purpusi
Malthaca purpusi is een vlinder uit de familie van de bloeddrupjes (Zygaenidae). De wetenschappelijke naam van de soort is voor het eerst geldig gepubliceerd in 1924 door Hering.